# Grażyna Miłkowska
Grażyna Bożena Miłkowska – polska pedagog, dr hab., profesor uczelni Instytutu Pedagogiki Wydziału Pedagogiki, Psychologii i Socjologii Uniwersytetu Zielonogórskiego.

## Życiorys
W 1990 obroniła pracę doktorską Kszałtowanie postaw ideowo-moralnych uczniów Liceum Lotniczego w procesie edukacji pilota wojskowego, następnie uzyskała stopień doktora habilitowanego. Została zatrudniona na stanowisku profesora w Instytucie Pedagogiki i Psychologii na Wydziale Nauk Pedagogicznych i Społecznych Uniwersytetu Zielonogórskiego.
Była profesorem nadzwyczajnym w Katedrze Pedagogiki Specjalnej i Profilaktyki na Wydziale Pedagogiki, Psychologii i Socjologii Uniwersytetu Zielonogórskiego na Wydziale Studiów Społecznych w Poznaniu Wyższej Szkole Bezpieczeństwa w Poznaniu, dyrektorem w Instytucie Pedagogiki i Psychologii, oraz kierownikiem w Zakładzie Opieki, Terapii i Profilaktyki Społecznej na Wydziale Nauk Pedagogicznych i Społecznych Uniwersytetu Zielonogórskiego.
Jest profesorem uczelni Instytutu Pedagogiki Wydziału Pedagogiki, Psychologii i Socjologii Uniwersytetu Zielonogórskiego.